# Lalla Fatima Zohra
La princesse Lalla Fatima Zohra (née le 29 juin 1929[réf. nécessaire], morte le 10 août 2014) est l'enfant aînée de Mohammed V du Maroc, et de sa première épouse, Lalla Hanila bint Mamoun.

## Biographie
Lalla Fatima Zahra nait au palais royal de Rabat, ses parents le sultan Sidi Mohammed ben Youssef et la princesse Lalla Hanila bint Mamoun divorcent peu après sa naissance. Elle est l’ainée des enfants de son père. Jeune, durant les vacances estivales elle rejoignait son père, le sultan, au palais royal de Oualidia et y passait les vacances avec ses demi-frères et sœurs.
Le 16 août 1961, lors d'une triple cérémonie avec ses demi-sœurs Aïcha et Malika, elle est mariée au Dar al-Makhzin à Rabat avec son cousin, le prince Moulay Ali Alaoui (1924-1988), ambassadeur du Maroc en France de 1964 à 1966. Le couple a une fille et deux fils : 
- la princesse Lalla Joumala (née en 1962), ambassadrice du Maroc au Royaume-Uni de 2009[4] à 2016 puis, depuis cette dernière date, aux États-Unis;

- le prince Moulay Abdallah ben Ali Alaoui (né vers 1965);
- le prince Moulay Youssef (né vers 1969).

Après son mariage elle vécu à Casablanca dans son palais avec son époux et ses enfants.
Elle devient veuve en 1988.

## Actions et patronages
Elle adopte, entre autres, Abdelkebir Ouaddar, encore enfant, parmi la famille royale marocaine, alors qu'il jouait au football de rue avec ses fils dans son village natal. Il apprend l'équitation vers 12 ans grâce Lalla Fatima Zohra, qui lui permet de monter à cheval deux fois par semaine.

## Mort et funérailles
Elle meurt à Tétouan, le matin du 10 août 2014, à l'âge de 85 ans (sa naissance a priori en 1929). Le roi Mohammed VI annule les cérémonies prévues à l'occasion de son anniversaire en raison de l'épreuve que représente la perte de sa tante, et de sa place parmi la famille royale marocaine et le peuple marocain. Elle est enterrée au mausolée Moulay Al Hassan, dans le palais royal de Rabat, après la prière d'Al-Asr.

## Honneurs

### Honneurs nationaux
- Dame grand cordon de l'ordre du Trône[9].
- Ordre de Souveraineté du Maroc (2007)[10].